# Robert Krieps
Robert Krieps (ur. 16 października 1922 w Dalheim, zm. 1 sierpnia 1990 w Paryżu) – luksemburski polityk i prawnik, parlamentarzysta i minister, od 1980 do 1985 przewodniczący Luksemburskiej Socjalistycznej Partii Robotniczej (LSAP), poseł do Parlamentu Europejskiego III kadencji.

## Życiorys
W okresie II wojny światowej został aresztowany, był więźniem obozów koncentracyjnych Natzweiler-Struthof i Dachau. Po uwolnieniu odbył studia prawnicze, po czym praktykował jako adwokat. Zaangażował się w działalność polityczną w ramach Luksemburskiej Socjalistycznej Partii Robotniczej. Od 1955 wchodził w skład zarządu tego ugrupowania. Pełnił funkcję wiceprzewodniczącego, a w latach 1980–1985 stał na czele swojego ugrupowania.
W 1964 zasiadł w Izbie Deputowanych. Później wybierany do parlamentu w 1974, 1979, 1984 i 1989. Na początku lat 80. wchodził w skład rady miejskiej Luksemburga. W latach 1974–1979 sprawował urząd ministra edukacji i sprawiedliwości w rządzie Gastona Thorna, od 1984 do 1989 był ministrem środowiska i sprawiedliwości w gabinecie, którym kierował Jacques Santer. W 1989 został wybrany na eurodeputowanego, pełnił funkcję wiceprzewodniczącego grupy socjalistycznej. Zmarł w trakcie III kadencji PE.